# Kościół Świętych Apostołów Piotra i Pawła w Dębowej Łące
Kościół Świętych Apostołów Piotra i Pawła – rzymskokatolicki kościół parafialny należący do parafii pod tym samym wezwaniem (dekanat Golub diecezji toruńskiej).
Jest to świątynia zbudowana na przełomie XIII i XIV wieku, w 1410 roku została spalona, następnie w 1445 roku została odbudowana. Na początku XVII wieku została przebudowana. Od 1756 do 1930 roku pełniła rolę kościoła filialnego. W 1875 roku została odremontowana, następnie w 1963 roku zostało odnowione jej wnętrze. Budowla jest gotycka, ale została przekształcona w stylu renesansowym na początku XVII wieku. Świątynia jest orientowana.
Kościół jest murowany i wzniesiony z kamienia, jedynie szczyty i górne kondygnacje wieży wybudowano z cegły. Budowla jest salowa i posiada: małą prostokątną zakrystię od strony północnej, kwadratową, otynkowaną kaplicę przekształconą z dawnej kruchty zlikwidowanej na początku XVII wieku przy ścianie południowej oraz kwadratową wieżę od strony zachodniej. Ściany boczne są zwieńczone fryzem ceglanym zapewne w 1875 roku. Szczyt wschodni pochodzi z XIV wieku - jest schodkowy, rozczłonkowany sterczynami położonymi skośnie, między którymi są umieszczone blendy. Szczyt zachodni jest wtopiony w wieżę i ozdobiony ostrołukowymi blendami. Wieża jest podzielona na trzy kondygnacje otynkowanymi fryzami, dekorowana jest blendami i zwieńczona attyką. Od strony zachodniej znajduje się bogato profilowany portal ostrołukowy. Korpus nakrywa dach dwuspadowy, zakrystię pulpitowy, kryty dachówką esówką, z kolei wieża posiada nakrycie w formie murowanej czterospadowej iglicy. Wnętrze świątyni nakrywa strop belkowy, zapewne z XVIII wieku, zakrystia nakryta jest sklepieniem kolebkowym z lunetami, kaplica sklepieniem krzyżowym, natomiast wieżę nakrywa strop płaski.
Wystrój kościoła pochodzi głównie z XVII i XVIII wieku. W 1 połowie XVII wieku powstały późnorenesansowe: ołtarz główny i ołtarz boczny lewy (Matki Boskiej z Dzieciątkiem) oraz ambona. Drugi ołtarz boczny – prawy – pod wezwaniem św. Rocha został wykonany w 1 połowie XVIII wieku. Granitowa kropielnica pochodzi zapewne z okresu średniowiecza. Organy posiadają zewnętrzną oprawę neoromańską i współczesne jej wyposażenie (powstało na początku XX wieku), wykonała je firma Orgelbauanstalt A. Terletzki, Inh. Ed. Wittek z Elblaga.  Ciekawe jest również złotnictwo, do którego należą: barokowa monstrancja powstała w 2 połowie XVIII wieku z cechą miejską Torunia oraz imienną Stefana Petersena, barokowe kielichy wykonane w 2 połowie XVII wieku i cztery cynowe pochodzące z XVIII wieku, świeczniki ołtarzowe z XVIII wieku i barokowy reflektor mosiężny z herbem Ślepowron wykonany w 2 połowie XVII wieku.